# Крейг Гіббонс
Крейг Гіббонс (англ. Craig Gibbons, 29 листопада 1985) — британський плавець.
Учасник Олімпійських Ігор 2012 року.